# Steffen Højer
Steffen Højer (ur. 22 maja 1973 w Viborgu) – duński piłkarz występujący na pozycji napastnika, po zakończeniu kariery zawodniczej trener piłkarski.

## Kariera zawodnicza
Højer zawodową karierę rozpoczynał w 1992 roku w klubie Viborg FF z Superligaen. W najwyższej lidze duńskiej zadebiutował 15 sierpnia 1993 roku w przegranym 0:2 spotkaniu z Lyngby BK. W 1994 roku spadł z zespołem do 1. division, ale po roku wrócił z nim do Superligaen. Pierwszą bramkę w tych rozgrywkach zdobył 30 lipca 1995 roku w przegranym 1:4 meczu z zespołem FC Kopenhaga. W 1996 roku odszedł do Aalborga, także grającego w Superligaen. W 1999 roku zdobył z nim mistrzostwo Danii. W tym samym roku Aalborg dotarł do finału Pucharu Danii, jednak uległ tam 1:2 Akademisk BK.
W kwietniu 1999 roku Højer ponownie został zawodnikiem Viborga, natomiast latem tego samego roku przeszedł do włoskiej Brescii z Serie B. Spędził w tym zespole pół roku. W tym czasie nie rozegrał żadnego spotkania. Na początku 2000 roku wrócił do Danii, gdzie podpisał kontrakt z FC Midtjylland. W sezonie 1999/2000 wywalczył z klubem awans do Superligaen.
Latem 2000 roku Højer ponownie trafił do Viborga. W styczniu 2003 roku podpisał kontrakt z grającym w Superligaen Odense Boldklub. W 2004 roku wraz z Tommym Bechmannem, Mwape Mitim i Mohamedem Zidanem został królem strzelców tych rozgrywek z wynikiem 19 goli. W 2005 roku powtórzył to osiągnięcie, tym razem zdobywając 20 bramek. Również w 2005 roku po raz kolejny został zawodnikiem Viborga. W jego barwach, w 2006 roku, po raz trzeci w karierze został królem strzelców Superligaen, strzelając 16 goli. Z końcem 2007 roku zakończył karierę.
Łącznie w całej karierze zawodniczej rozegrał 339 spotkań w Superligaen, w których strzelił 124 gole.

## Kariera reprezentacyjna
Højer rozegrał jedno spotkanie w reprezentacji Danii. Był to wygrany 1:0 towarzyski mecz ze Szwecją, rozegrany 14 sierpnia 1996 roku. Wcześniej występował też w kadrze Danii U-21.

## Kariera trenerska
Po zakończeniu kariery zawodniczej Højer objął funkcję dyrektora sportowego w Viborgu. W latach 2010–2011 był trenerem tymczasowym pierwszego zespołu Viborga. Pełnił tę funkcję wspólnie z Sørenem Frederiksenem. W następnych latach trenował młodzieżowe drużyny Viborga oraz był asystentem trenera w pierwszym zespole tego klubu. 2 sierpnia 2017 roku ponownie został tymczasowym trenerem seniorskiej drużyny klubu, natomiast 27 sierpnia definitywnie objął tę funkcję. 
W 2019 roku Højer odszedł z Viborga i został asystentem selekcjonera reprezentacji Danii U-21. W styczniu 2023 roku został selekcjonerem tej reprezentacji. Wywalczył z nią awans na Mistrzostwa Europy U-21 2025. W styczniu 2025 roku ogłosił odejście z kadry U-21 po tym turnieju, na którym reprezentacja Danii doszła do ćwierćfinału.
29 lipca 2025 roku objął funkcję trenera Aalborga, z którym podpisał trzyletni kontrakt.